# Cecily Heron
Cecily Heron (née More; 1507–?), est l'une des enfants de Thomas More, faisant partie d'un cercle de femmes exceptionnellement instruites et accomplies qui incarnent les « dames savantes » des deux siècles suivants.

## Jeunesse et éducation
Cecily More est le troisième enfant de Thomas More et de sa première épouse, Jane Colte (1488-1511). Margaret (plus tard Roper ; 1505-1544) est l'aînée ; suivie par Elizabeth (plus tard Dauncey ; 1506-1564), Cecily, puis John (1509-1547). Peu de temps après la mort de sa première femme, Thomas More épouse Alice Middleton et la famille s'agrandit avec sa fille Alice (1501-1563), ainsi que deux jeunes femmes que Thomas More adopte : Margaret Clement (qui épouse John Clement) et Anne Cresacre (1511-1577; Cresacre épouse le frère d'Elizabeth, John). Cecily et ses frères et sœurs sont éduqués dans la tradition humaniste par More, leur tuteur, William Gunnell, et une série d'intellectuels notables dans l'orbite de Thomas More, tels que Nicolaus Kratzer (1487 ? – 1550). La maison More est un centre d'activité intellectuelle animé, « un modèle d'intérêts humanistes » et un « aimant » pour Érasme. "Elle reçoit presque toutes sortes d'études dans la maison de son père", selon le biographe George Ballard. "Elle était une parfaite maîtresse de la langue latine.".
La poète du XVIIIe siècle Mary Scott écrit que les trois sœurs More « étaient toutes des femmes dotées de grands talents et d'un grand savoir ». Thomas More insiste pour donner à ses filles la même éducation classique que son fils, une attitude inhabituelle à l'époque. Il écrit que les filles sont « également adaptées aux études par lesquelles la raison est cultivée et devient féconde comme une terre labourée sur laquelle la graine de bonnes leçons a été semée »..Les idées humanistes de Thomas More sur l'éducation des filles ne s'opposent cependant pas aux idées existantes sur les rôles de genre, car il estime toujours que les femmes doivent rester dans la sphère privée.
Cecily épouse Giles Heron (1504 - août 1540), un ancien pupille de son père en 1525. Le couple a deux fils et une fille. Heron est propriétaire foncier et député de Thetford, mais la politique sous les Tudors est précaire et il est pendu pour trahison en 1540 (La fidélité de Giles Heron comme celle de Thomas More à l'Eglise catholique est la raison vraie de l'exécution). Leur fils aîné, Thomas, peut finalement récupérer une partie du domaine. On ne sait pas grand-chose d'autre de la dernière partie de la vie de Cecily Heron.

## Héritage

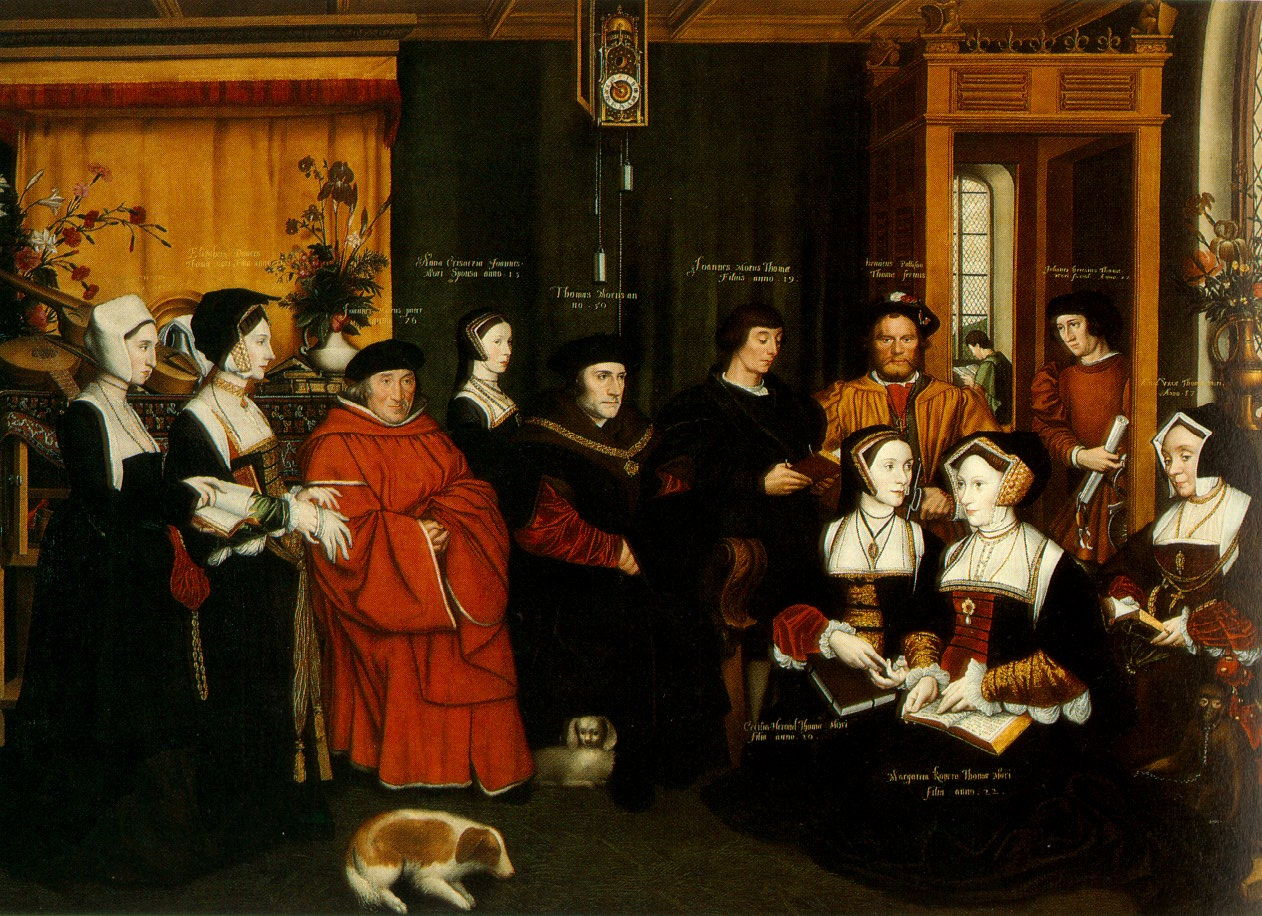
Rowland Lockey (1565-1616), d'après Hans Holbein le Jeune, Thomas More et sa famille (1592)

Un portrait de famille de Hans Holbein le Jeune, Thomas More et sa famille (vers 1527), est détruit dans un incendie en 1752, bien que Rowland Lockey (1565-1616) ait été chargé d'en peindre un parmi plusieurs exemplaires, en 1592. Dans le tableau de Lockey, nous voyons l'incarnation de la vision de More de la famille en tant que centre intellectuel humaniste. Des études de Holbein pour le plus grand portrait existent encore, dont celle de Cecily Heron, dessinée alors qu'elle est enceinte. La pièce est exposée en 2020 au London Foundling Museum dans une exposition intitulée "Portraying Pregnancy: From Holbein to Social Media" : "Quand Holbein dessine Cecily Heron, la troisième et plus jeune fille de Thomas More, lors de sa première grossesse en 1527, la pièce ajustée Le corsage de sa robe à col carré, desserré pour s'adapter à son ventre bombé, raconte sa propre histoire.".
Heron et ses sœurs sont évoquées dans les Mémoires de plusieurs dames de Grande-Bretagne de George Ballard (1752) et dans la Biographie féminine de Mary Hays, ou Mémoires de femmes illustres et célèbres de tous âges et de tous pays (1803). Mary Scott, dans son poème élogieux The Female Advocate (1775), décrit collectivement les femmes des familles More, Seymour et Cooke comme « un assemblage brillant ».